# Stadio Alberto Picco
Stadio Alberto Picco – stadion piłkarski znajdujący się w mieście La Spezia we Włoszech. 
Swoje mecze rozgrywa na nim zespół Spezia Calcio. Jego pojemność wynosi 10 000.